# Alexei Schapurin
Aleksey Shapurin (* 20. September 1987) ist ein kasachischer ehemaliger Fußballspieler.

## Karriere
Shapurin begann seine Profikarriere bei Zesna Almaty. Nach einigen Leihfristen spielt er seit 2011 für den kasachischen Verein Sunkar Kaskelen.